# Purekkari neem
Purekkari neem (Vertaald: Kaap Purekkari) is een kaap in de Finse Golf die het noordelijkste punt van het Estse vasteland uitmaakt. De kaap bevindt zich aan het einde van een schiereiland (schiereiland Pärispea) met een lengte van 1,5 km, bedekt met rotsen en keien. Er is een klein eilandje aan het einde van de kaap, dat bereikt kan worden met laag tij.
De kaap is onderdeel van Nationaal Park Lahemaa.